# Cantonul Couiza
Cantonul Couiza este un canton din arondismentul Limoux, departamentul Aude, regiunea Languedoc-Roussillon, Franța.

## Comune
- Antugnac
- Arques
- Bugarach
- Camps-sur-l'Agly
- Cassaignes
- Conilhac-de-la-Montagne
- Couiza (reședință)
- Coustaussa
- Cubières-sur-Cinoble
- Fourtou
- Luc-sur-Aude
- Missègre
- Montazels
- Peyrolles
- Rennes-le-Château
- Rennes-les-Bains
- Roquetaillade
- La Serpent
- Serres
- Sougraigne
- Terroles
- Valmigère